# Anna Reitler
Anna Reitler (geborene Schnitzler; * 3. Juni 1894 in Liblar; † 23. Juni 1948 in Markkleeberg) war eine deutsche Politikerin (KPD).

## Leben und Wirken
Reitler wurde als Tochter eines Arbeiters geboren. Sie besuchte die Volksschule. Anschließend verdiente sie ihren Lebensunterhalt als Dienstmädchen. 1918 schloss Reitler sich der USPD in Köln an. 1922 wurde sie Mitglied der Kommunistischen Partei Deutschlands (KPD).
Bei den Reichstagswahlen vom Mai 1924 wurde Reitler als Kandidatin ihrer Partei für den Wahlkreis 20 (Köln-Aachen) in den Reichstag gewählt, dem sie bis zum Dezember desselben Jahres angehörte. Dem Reichstagshandbuch zufolge war sie zum Zeitpunkt ihrer Wahl Hausfrau. Nach ihrem Ausscheiden aus dem Parlament betätigte Reitler sich Hermann Weber zufolge nicht mehr politisch.